# یارنگتسه
یارنگتسه (به لاتین: Jarnice) یک روستا در لهستان است که در گمینا لیو واقع شده‌است.